# Joachim Hellmer
Joachim Eduard Theodor Hellmer (* 1. Oktober 1925 in Cranz (Ostpreußen); † 23. Oktober 1990 in Bad Harzburg) war ein deutscher Jurist. Seit 1966 war er Professor für Strafrecht an der Universität Kiel. Ab 1971 leitete er als Direktor das Institut für Sanktionenrecht und Kriminologie der Universität Kiel.

## Leben und Wirken
Nach dem Schulbesuch in Königsberg, Berlin und Elbing (Abitur 1944) studierte Hellmer Rechtswissenschaft an den Universitäten Greifswald und Berlin. Das Erste Juristische Staatsexamen erfolgte 1949, anschließend das Referendariat (bis 1953) und die Promotion (1952).Von 1954 bis 1955 war er außerdem Jugendrichter am Landgericht in Berlin. Nach Assistenten- bzw. Mitarbeitertätigkeit an der Humboldt-Universität Berlin (1953–1959) und an der Christian-Albrechts-Universität Kiel (1959–1961) habilitierte er sich hier 1961 und wirkte als Privatdozent für Strafprozessrecht, Strafrecht und Kriminologie. 1966 wurde er zum außerplanmäßigen Professor, 1980 zum ordentlichen Professor für Kriminologie ernannt.
Er war verheiratet und hinterließ eine Tochter.

## Veröffentlichungen
- Die Unmöglichkeit der Leistung unter dem Gesichtspunkt des Leistungsaustausches. Dissertation. Kiel 1952
- Erziehung und Strafe. Zugleich ein Beitrag zur jugendstrafrechtlichen Zumessungslehre. Duncker & Humblot, Berlin 1957
- Systematik des bürgerlichen Rechts und angrenzender Gebiete. Duncker & Humblot, Berlin 1958; 2. überarbeitete Auflage ebd. 1961
- Kriminalpädagogik. Eine Einführung in ihre Probleme. Duncker & Humblot, Berlin 1959
- Die Strafaussetzung im Jugendstrafrecht. Versuch einer Grundlegung des Strafaussetzungsgedankens für die gerichtliche und fürsorgerische Praxis. Luchterhand, Berlin-Spandau/Neuwied/Darmstadt 1959
- Das Fischer-Lexikon. Band 12: Recht. Fischer-Taschenbuch-Verlag, Frankfurt 1959
- Der Gewohnheitsverbrecher und die Sicherungsverwahrung 1934–1945. Duncker & Humblot, Berlin 1961
- Schuld und Gefährlichkeit im Jugendstrafrecht. Mohr (Siebeck), Tübingen 1962
- Jugendkriminalität in unserer Zeit. Fischer Bücherei, Frankfurt/Hamburg 1966; 2: Auflage: Jugendkriminalität. Luchterhand, Neuwied 1970; 3. völlig neu bearbeitete Aufl. ebd. 1975, ISBN 3-472-55041-4; 4. überarbeitete Aufl. ebd. 1978, ISBN 3-472-55083-X
- Systematik des Strafrechts. Übersichten und Definitionen aus dem Strafrecht und der Kriminologie. Duncker & Humblot, Berlin 1969
- Kriminalitätsentwicklung und -abwehr in der Demokratie. Dargestellt am Beispiel der Bundesrepublik Deutschland. Mohr (Siebeck), Tübingen 1969
- Kriminalitätsatlas der Bundesrepublik Deutschland und West-Berlins. Ein Beitrag zur Kriminalgeographie. Bundeskriminalamt, Wiesbaden 1972
- Verdirbt die Gesellschaft? Kriminalität als zwischenmenschliches Verhalten. Edition Interfrom, Zürich 1981, ISBN 3-7201-5132-8
- Beiträge zur Kriminalgeographie. Duncker & Humblot, Berlin 1981, ISBN 3-428-04916-0
- Der psychiatrisierte Kohlhaas. Ein Beitrag zur "Querulantologie", in: Schütz/Kaatsch/Thomsen (Hrsg.) Medizinrecht-Psychopathologie-Rechtsmedizin (= Festschrift für Günter Schewe) 1991, 196–205
- Das ethische Problem in der Kriminologie. Dargestellt am Beispiel einer empirischen Untersuchung über regional erhöhte Kriminalität. Duncker & Humblot, Berlin 1984, ISBN 3-428-05537-3
- Anpassung oder Widerstand? Der Bürger als Souverän – Grenzen staatlicher Disziplinierung. Edition Interfrom, Zürich 1987, ISBN 3-7201-5201-4